# Zinaïda Slavina
Pour les articles homonymes, voir Slavina.
Zinaïda Anatolievna Slavina (en russe : Зинаида Анатольевна Славина ; Peterhof, 6 avril 1940 - Moscou, 3 septembre 2019) est une actrice russe.

## Filmographie

### Cinéma
- 1967 : Proisshestviye, kotorogo nikto ne zametil de Aleksandr Volodin : Katya
- 1968 : Sergueï Lazo (Сергей Лазо)  de Aleksandr Gordon : Anna
- 1968 : Sofia Perovskaïa (Софья Перовская) de Leo Arnchtam : Kornilova
- 1968 : Aprum er mi mard de Yuriy Erzinkyan : non créditée
- 1968 : La Novice (ru) (Новенькая) de Pavel Lioubimov : Olga
- 1971 : Salut, Maria (Салют, Мария!) de Iossif Kheifitz : Sonia
- 1972 : Le Maître de poste (ru) (Станционный смотритель, Stantsionnyy smotritel)
- 1972 : Egor Boulytchev et les autres (ru) (Егор Булычов и другие) de Sergueï Soloviov : Varvara
- 1972 : Le Quatrième (Четвёртый) de Aleksandr Stolper : veuve Guicciardi

### Télévision
- 1970 : O druzyakh-tovarishchakh de Vladimir Nazarov : Olga Danilovna Listopad
- 1973 : Vashingtonskiy korrespondent : Dorothy Stevens (1 épisode)

## Récompenses et distinctions
- 1986 : Artiste d'honneur de la République socialiste fédérative soviétique de Russie[1]